# Holocentropus castus
Holocentropus castus is een fossiele soort schietmot uit de familie Polycentropodidae.